# Heliophobus clarivittata
Heliophobus clarivittata là một loài bướm đêm trong họ Noctuidae.